# Unidad de Gestión Operativa Ferroviaria de Emergencia
La Unidad de Gestión Operativa Ferroviaria de Emergencia (UGOFE) est une ancienne société ferroviaire argentine qui exploitait les services métropolitains de transport en commun des lignes San Martín, Belgrano Sur et Roca jusqu'en 2014.
Elle était composée des entreprises Ferrovías et Metrovías, qui étaient responsables au niveau opérationnel, tandis que l'État argentin était chargé des salaires.
Les lignes sous la responsabilité de l'UGOFE étaient auparavant exploitées par l'entreprise Metropolitano, qui, dans le cas de la ligne San Martín, a vu sa concession révoquée par l'État par le biais du décret no 7982 de l'exécutif national en 2004 pour rupture de contrat et protestations des usagers en raison du mauvais état de la ligne secondaire, et dans le cas des chemins de fer Roca et Belgrano Sur par les décrets no 5913 et no 5924 de 2007, en utilisant des arguments similaires et une semaine après une protestation massive des usagers à la station Constitución.

## Origines
L'UGOFE a été constituée en tant que société anonyme le 7 janvier 2005 par Ferrovías, Metrovías et Trenes de Buenos Aires, concessionnaires des autres lignes ferroviaires de transport de passagers dans le Grand Buenos Aires, pour prendre en charge le chemin de fer San Martín jusqu'à ce qu'un concessionnaire définitif se voie attribuer le service. Les salaires des employés de l'UGOFE étaient payés par l'État par l'intermédiaire de la société chemin de fer General Belgrano SA, initialement issue de Ferrocarriles Argentinos pour exploiter des services de fret sur le réseau ferroviaire homonyme. Le 22 mai 2007, avec l'effondrement de la concession des lignes Roca et de Belgrano Sur, l'UGOFE a été appelée à les exploiter temporairement en même temps que le San Martín, pour en prendre effectivement possession le 7 juillet de la même année.
Le 24 mai 2012, la concession des lignes Mitre et Sarmiento est retirée à Trenes de Buenos Aires par le décret no 793/2012 pour rupture de contrat, à la suite des protestations des usagers concernant le mauvais état des branches, des déraillements et des accidents mortels, notamment l'accident du train Once en février 2012. L'exploitation des deux lignes a été temporairement confiée à une unité de gestion opérationnelle formée par Ferrovías et Metrovías, les concessionnaires restants de l'UGOFE. Trenes de Buenos Aires a également été exclu de l'UGOFE les jours suivants.
Le 12 février 2014, dans le cadre d'un renouvellement du matériel roulant et d'une réorganisation administrative, la dissolution de l'UGOFE et de l'UGOMS a été annoncée, ainsi que la répartition de leurs tâches entre Corredores Ferroviarios SA et Argentren SA,, dans le but d'établir un contrôle plus clair des responsabilités.

## Caractéristiques de la gestion
Depuis qu'elle a repris le service de la ligne San Martín, les principales tâches de l'UGOFE ont consisté à réparer les locomotives et les voitures de voyageurs, dont beaucoup étaient en très mauvais état. La peinture et l'éclairage des stations et des passages à niveau ont également été réalisés, ainsi que la création d'une nouvelle peinture pour les trains, qui portent désormais l'inscription LSM comme signe distinctif.
Pendant ce temps, sur la ligne General Roca, des travaux de peinture et de réparation structurelle ont été effectués dans les stations (le plus important étant celui de la station Constitución), les passages à niveau ont été réparés et de nouveaux passages souterrains ont été construits. Des travaux d'amélioration ont été réalisés sur les voies en mauvais état, les machines ont été réparées et les voitures de passagers ont été remises à neuf (parmi les nouveautés, des voitures Materfer reconditionnées avec des planchers surélevés et des portes automatiques semblables à celles des trains électriques ont été mises en service), qui ont reçu une nouvelle peinture, bleue et grise, avec l'inscription LGR comme signe distinctif.
Enfin, sur la ligne Belgrano Sur, des travaux de peinture et des réparations structurelles ont été effectués dans les stations, les passages à niveau ont été réparés, les voies en mauvais état ont été réparées, les machines ont été réparées et les voitures de passagers ont été remises à neuf, qui ont reçu une nouvelle peinture bleue et grise et un logo avec l'inscription LBS comme signe distinctif. 